# Brachytheciastrum collinum
Brachytheciastrum collinum là một loài Rêu trong họ Brachytheciaceae. Loài này được (Schleich. ex Müll. Hal.) Ignatov & Huttunen mô tả khoa học đầu tiên năm 2002.